# Суборная
Суборная — деревня в Никольском районе Вологодской области.
Входит в состав Аргуновского сельского поселения, с точки зрения административно-территориального деления — в Аргуновский сельсовет.
Расстояние по автодороге до районного центра Никольска — 49 км, до центра муниципального образования Аргуново — 5 км. Ближайшие населённые пункты — Сырково, Красная Звезда, Телянино.
По переписи 2002 года население — 64 человека (33 мужчины, 31 женщина). Всё население — русские.